# Rofekoksyb
Rofekoksyb – organiczny związek chemiczny, przeciwbólowy i przeciwzapalny lek z grupy inhibitorów COX-2 produkowany przez koncern farmaceutyczny Merck & Co. Lek oddziałuje bezpośrednio na COX-2, nie wpływając jednocześnie na COX-1. Dzięki temu, przynajmniej teoretycznie, wyeliminowano ryzyko uszkodzeń żołądka powodowanych przez inne lekki o podobnym zastosowaniu. Jak się okazało w trakcie późniejszych badań, jego przyjmowanie zwiększało ryzyko chorób układu krążenia.
Lek wprowadzono na rynek w 1999 roku. W roku 2000 koncern opublikował wyniki badań świadczące, iż przyjmujący ten lek pacjenci mają częściej zawał mięśnia sercowego niż ci, którzy przyjmują inny przeciwbólowy z tej samej grupy, naproksen. Na wniosek Amerykańskiej Agencji Żywności i Leków (FDA) informacje na ten temat pojawiły się dopiero w roku 2002. Ostatecznie preparat został wycofany z rynku 30 września 2004 r. po opublikowaniu wyników 3-letniego badania APPROVE, w którym obserwowano 2600 osób zażywających placebo lub rofekoksyb w dawce 25 mg dla zapobiegania nawrotom polipów jelita grubego u osób, które miały je poprzednio. Już po 18 miesiącach stosowania leku zauważono, że pojawiła się istotna statystycznie różnica w występowaniu incydentów zakrzepowo-zatorowych (zawały serca, udary mózgowe) u osób przyjmujących rofekoksyb (w sumie 45 przypadków), gdy wśród osób przyjmujący placebo tylko 25 przypadków.
W sierpniu 2005 roku sąd w Teksasie po wyjątkowo szybkim, trwającym miesiąc procesie, skazał koncern Merck & Co. na 253,5 mln dolarów odszkodowania, uznając iż lek spowodował śmierć 59-letniego Roberta Ernsta. Podstawą wyroku było m.in. badanie opublikowane w 2004 roku w kardiologicznym piśmie Circulation, udowadniające, iż długotrwałe stosowanie preparatu może zakończyć się u chorego zawałem, udarem albo problemami z układem krążenia.
Według danych opublikowanych w New England Journal of Medicine lek przyjmowało w tym okresie około 80 milionów osób na świecie, w tym ponad 9 tys. Polaków. Szacunki FDA mówią o około 60 tys. osób w Stanach Zjednoczonych i 10 tys. w Wielkiej Brytanii, które poniosły śmierć w wyniku zażywania preparatu.
W listopadzie 2007 amerykańska firma farmaceutyczna Merck zgodziła się na wypłacenie odszkodowania w wysokości 4,85 mld dolarów. Jest to ugoda pomiędzy prawnikami firmy i adwokatami reprezentującymi poszkodowanych. Ugoda nie obejmuje innych poszkodowanych w innych krajach.